# Ejército de Italia (Francia)

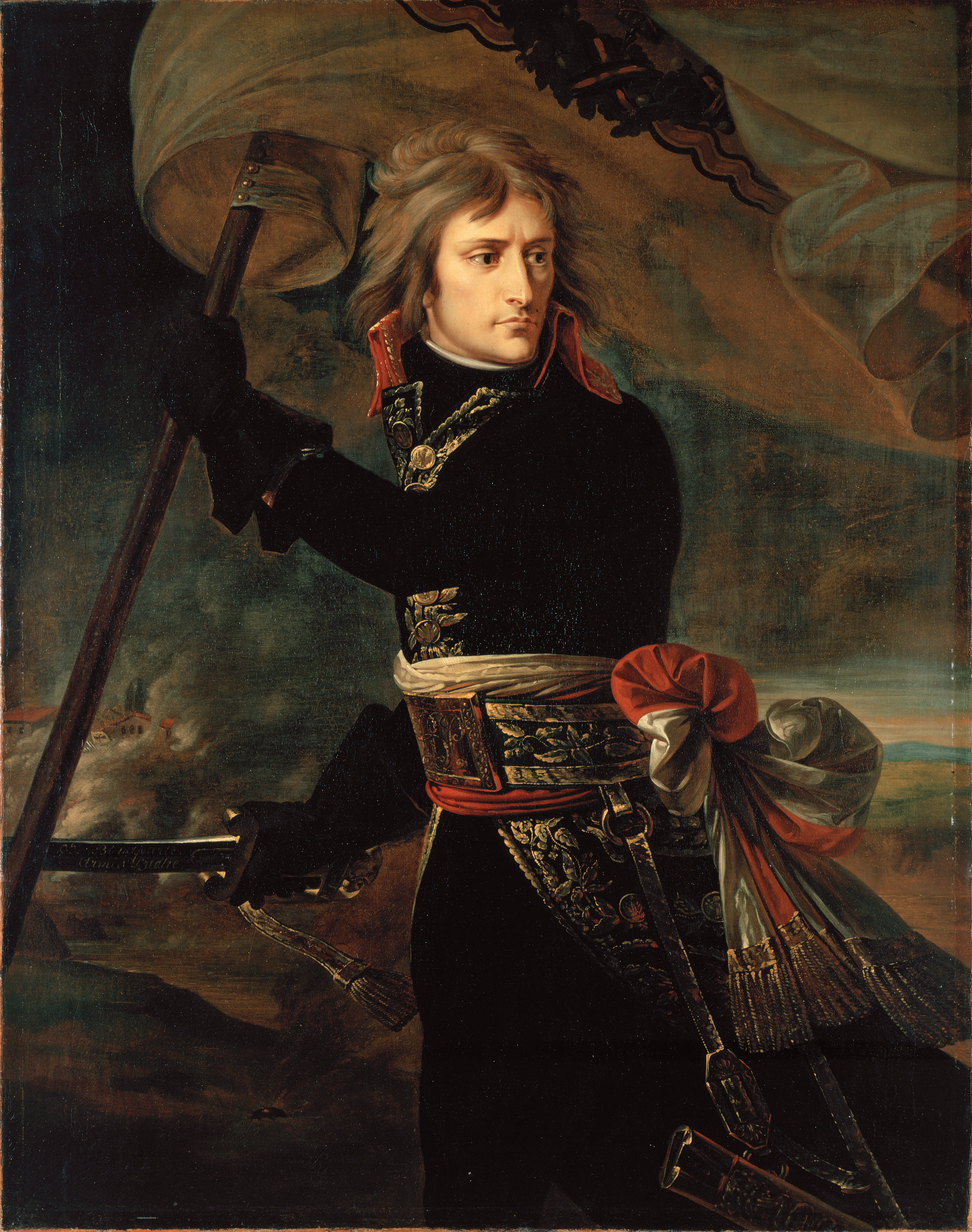
General Napoleon Bonaparte, comandante del Armée d'Italie en el puente de Arcole

El Ejército de Italia (en francés: Armée d'Italie) era un ejército de campaña del Ejército francés estacionado en la  frontera italiana y se utilizó para operaciones en la propia Italia. Aunque existió de alguna forma en el siglo XVI hasta el presente, es conocido por su papel durante las Guerras Revolucionarias Francesas (en las que fue uno de los primeros comandos de Napoleón Bonaparte, durante sus campaña italiana) y guerras napoleónicas.

### Formación y desarrollo revolucionario

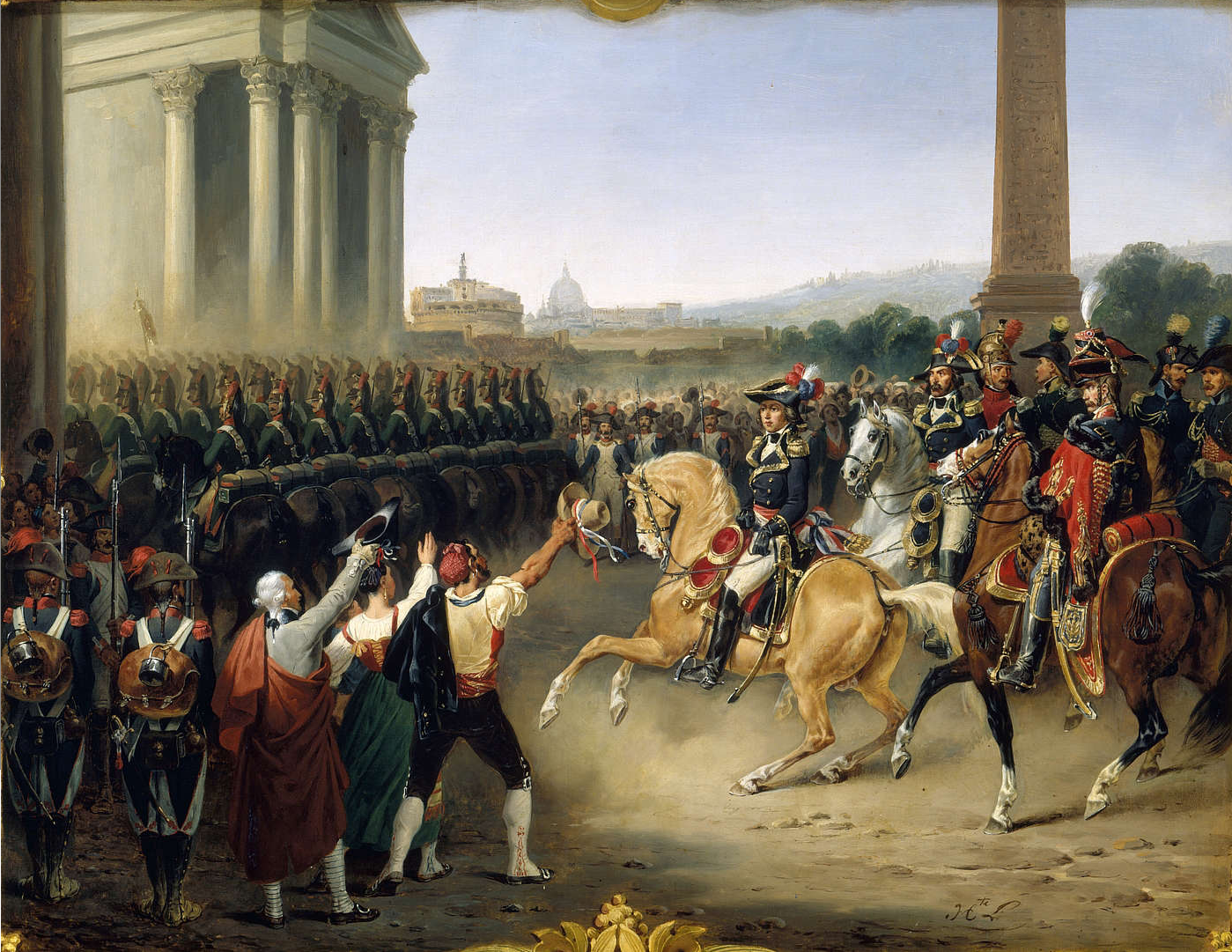
Ejército francés entrando en Roma en 1798

## Historia

### Reformas de Bonaparte
Mal abastecido (los uniformes y los zapatos eran raros), y solo recibiendo refuerzos de manera irregular, el ejército de Italia a veces se vio reducido a saquear para sobrevivir. Cuando llegó Bonaparte (asumió el mando el 27 de marzo de 1796), la indisciplina era generalizada. Chouan las tropas cantaron canciones y se formó una compañía del Delfín. Mientras mejoraba el sistema de suministro tanto como fuera posible, Bonaparte también restableció la disciplina. Condenó a los oficiales que habían gritado "¡Vive le roi!" ("¡Viva el rey!"), despidió al 13º regimiento de húsares por indisciplina y disolvió un regimiento completo cuando se rebeló a fines de marzo. Purgado de esta manera, el ejército de Italia fue posteriormente el más jacobino de todos los ejércitos franceses.
Sus primeras victorias mejoraron las cosas, permitiendo un mejor reabastecimiento y aliviando los problemas de pago a través de las "contribuciones de guerra" de las tierras conquistadas, pero las memorias (aunque no los comunicados oficiales) hablan de fracasos individuales o colectivos hasta 1797.

### Ejército de reserva
Gran parte del Armée d'Italie original se convirtió en el Ejército de Egipto. Otro ejército, originalmente llamado Armée de Réserve, se formó en Dijon el 8 de marzo de 1800 (17 ventôse año VIII) y tomó el título Armée d'Italie el 23 de junio de 1800 (4 messidor año VIII) cuando se fusionó con los restos del Armée d'Italie original. El primer comandante del nuevo ejército fue Masséna, seguido por Bonaparte (como Primer Cónsul y "Comandante en persona") y général Berthier (su Général en chef de 2 abril al 23 de junio de 1800). Fue bajo el mando de Berthier que este ejército derrotó a los austriacos en la Batalla de Marengo el 14 de junio de 1800 (25 años prairial 8).

## Comandantes
- del 7 de noviembre al 25 de diciembre de 1792: General d'Anselme, sin título ni prerrogativa de general
- del 26 de diciembre de 1792 al 9 de febrero de 1793, provisional: "mariscal de campo" Brunet
- del 10 de febrero al 4 de mayo de 1793: General Biron
- del 5 de mayo al 8 de agosto de 1793: General Brunet ; desde el 2 de junio subordinado al general Kellermann
- del 9 de agosto de 1793 al 20 de noviembre de 1794: General du Merbion
- Ejército ante Toulon (armée devant Toulon):
  - del 5 de septiembre al 6 de noviembre de 1793: General Carteaux
  - del 7 al 12 de noviembre, interino: General La Poype
  - del 13 al 15 de noviembre, provisionalmente hasta la llegada del General Dugommier: General Doppet
  - del 16 de noviembre al 28 de diciembre: General Dugommier con el título de General y comandante del Ejército de Italia (général en chef de armée d'Italie)
- del 29 de diciembre de 1793 al 21 de noviembre de 1794: General Pierre Jardat Dumerbion (con Napoleón Bonaparte y André Massena como subordinados)
- del 21 de noviembre de 1794 al 5 de mayo de 1795: General Schérer
- del 6 de mayo al 28 de septiembre de 1795: el general Kellermann, comandó el ejército combinado de Italia y el ejército de los Alpes (armée des Alpes), con la designación del Ejército de Italia
- param 29 de septiembre de 1795 al 26 de marzo de 1796: General Schérer, renunció
- del 27 de marzo de 1796 al 16 de noviembre de 1797: General Bonaparte
- del 17 de noviembre al 21 de diciembre de 1797, interino: General Kilmaine
- del 22 de diciembre de 1797 al 3 de abril de 1798: General Berthier
- del 4 de abril al 27 de julio de 1798: General Brune
- del 28 de julio al 18 de agosto de 1798, interino: General Gaultier
- del 19 de agosto al 31 de octubre de 1798: General Brune
- del 1 de noviembre de 1798 al 31 de enero de 1799: General Joubert, como parte del mando general del Ejército de Roma (armée de Rome). Del 11 al 25 de diciembre, el comandante del ejército era efectivamente el general Moreau
- del 1 de febrero al 6 de marzo: General Delmas
- del 7 al 11 de marzo de 1799, provisional: General Bruneteto Sainte-Suzanne
- del 12 de marzo al 26 de abril de 1799: General Schérer, como parte de su mando general del Ejército de Nápoles (armée de Naples)
- del 27 de abril al 4 de agosto de 1799: General Moreau, como parte de su mando general del Ejército de Nápoles
- del 5 al 15 de agosto de 1799: General Joubert, comandante tanto del Ejército de Italia como del Ejército de los Alpes, muerto en la batalla de Novi
- del 15 de agosto al 20 de septiembre de 1799: General Moreau
- del 21 de septiembre al 30 de diciembre de 1799: General Championnet
- del 31 de diciembre de 1799 al 5 de enero de 1800: General Suchet
- del 6 al 15 de enero de 1800, interino: General Marbot
- del 16 de enero al 16 de junio de 1800: General Masséna
- del 17 al 24 de junio de 1800, interino: General Suchet
- del 25 de junio al 21 de agosto de 1800: General Masséna
- del 22 de agosto de 1800 al 7 de marzo de 1801: General Brune
- del 8 de marzo al 27 de agosto de 1801, interino: General Moncey

## Campañas y batallas
- 21 de septiembre de 1794: Primera Batalla de Dego (ganada gracias a su comandante de artillería, Bonaparte)
- 24 de noviembre de 1795: Batalla de Loano (victoria inexplotada) por Benedetto de Saboya, duque de Chablais
- Primera campaña italiana
- Segunda campaña Italiana

## 1805-1814
Armée d'Italie participó en la Tercera Coalición (1805), en las batallas de Verona y Caldiero en el norte de Italia, bajo André Massena. Durante la guerra de la Quinta Coalición (1809), Armée d'Italie fue comandada por Eugène de Beauharnais, y luchó contra los austriacos en Sacile, Caldiero, Piave, y Raab. En 1813-1814, Eugéne luchó contra los austriacos con su ejército en el norte de Italia (Batalla de Mincio).